# Jack-r
Jack-r（ジャックアール）は東京下北沢を拠点に活動していた日本のパンク・ロック・バンド。
活動期間2000年～2004年。

## 概要
シンプルな日本語詞とビートを基本とした音楽性で疾走感とポップサウンドを併せ持つ。
渋谷サイクロンや下北沢屋根裏などで数多くのライブベントを開催。彼等が主催するンクイベント「ドブネズミナイト」の模様やインタビューなどがDOLL AGAZINEなどで紹介されている。（DOLL No.190 参照）
リマスター盤「RESISTANCE GOGO」がiTunes StoreやNapster Japan（タワーレコード株式会社、米国ナップスター社）などから音楽配信されている。
2003年夏には「男女パンク対決」企画として、ラフォーレ原宿のパンクショップ「100CLUB・HELLCAT PUNKS」などでもモデルを務めるBUBBLELOVELEとのスプリットアルバムがリリースされている。［タワーレコード（TOWER RECORDS）では初回特典ポスター付属）］

## メンバー
- KEN （永井健：ボーカル担当）
- YOUHEI （梶原ヨウヘイ：ギター・コーラス担当）
- RYU （林龍一朗：ベース・コーラス担当）
- ジャイアン （合田ジャイアン：ドラムス・コーラス担当）

## jack-r主催ライブイベント
- ドブネズミナイト
- 音命空間
- アメリカばかりがなぜ赤い
- スーパーミサイル（他）

## レコ発全国ツアー
- トツゲキロック (2003年6月～9月)

・東京、横浜、名古屋、大阪、神戸、広島（他）全28カ所（スプリットツアー17カ所含）

## コンピレーションアルバム
- JACK-R vs BUBBLELOVELE（2003年8月1日）
- OVER HEAT4（2003年2月1日）

## デジタルコンテンツ
- RESISTANCE GOGO (2009年8月)

・Apple iTunes Music Store
・Napster Japan
・Tradebit（他）
［レジスタンス／24bitリマスタートラック］

## パンクオルタナ系メディア
- DOLL MAGAZINE
- PUNKWAVE
- JIVEマガジン